# Anaktuvuk Pass
Anaktuvuk Pass é uma cidade localizada no estado americano de Alasca, no Distrito de North Slope.

## Demografia
Segundo o censo americano de 2000, a sua população era de 282 habitantes. 
Em 2006, foi estimada uma população de 251, um decréscimo de 31 (-11.0%).

## Geografia
De acordo com o United States Census Bureau, a localidade tem uma área de 12,7 km², dos quais 12,5 km² cobertos por terra e 0,2 km² cobertos por água.

## Localidades na vizinhança
O diagrama seguinte representa as localidades num raio de 144 km ao redor de Anaktuvuk Pass. 